# Palazzo Rosselli del Turco

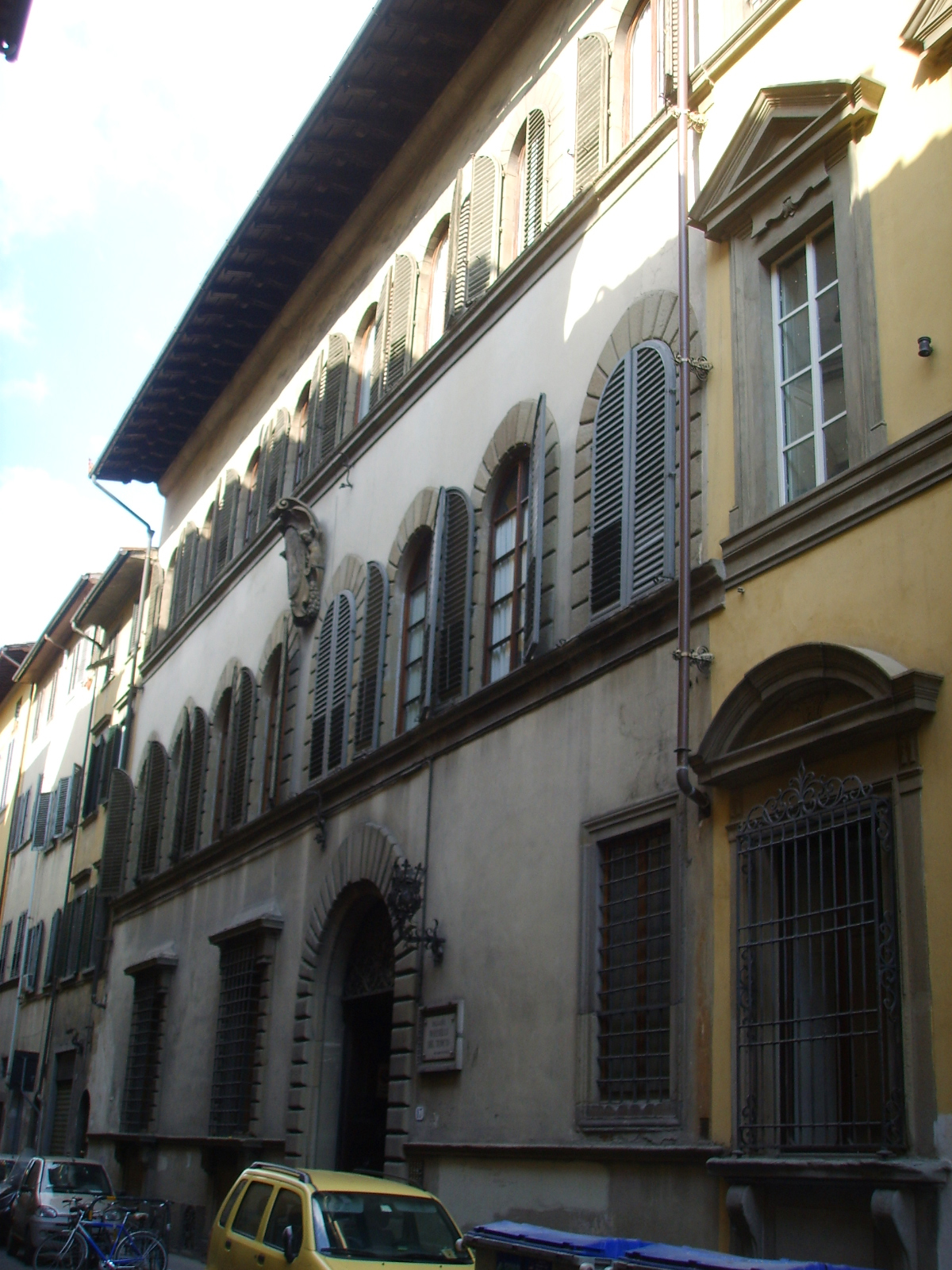
Fachada do Palazzo Rosselli del Turco na Via dei Serragli.

O Palazzo Rosselli Del Turco (do ramo Sassatelli) é um palácio de Florença que se encontra no número 17 da Via dei Serragli.

## História e arquitectura
A majestosa fachada apresenta-se no típico estilo sóbrio "barroco" florentino, sendo caracterizada por um reboco claro no qual se destacam os elementos em pietra serena: as duas filas de janelas com arco emolduradas no primeiro e no segundo andar, as cornijas marca-piso, as janelas rectangulares no piso térreo e o portal. 
Ao centro, domina um brasão nobre que, porém, não é o dos Rosselli Del Turco. O palácio foi adquirido em 1851 pelo Cav. Luca Rosselli Del Turco (1826-1882) por ocasião do seu matrimónio com a Condessa Vittoria Sassatelli, de Imola, última do ramo principal desta histórica casa. Os seus descendentes, que se disseram Rosselli Del Turco-Sassatelli, possuiram o palácio até 1922.
O corpo do edifício dispõe-se em torno dum pequeno pátio interno, onde se encontra um poço, uma fonte e alguns fragmentos escultórios.
Um corredor, que conduz a alguns ambientes parcialmente subterrâneos, apresenta afrescos oitocentistas executados em estilo medieval. 

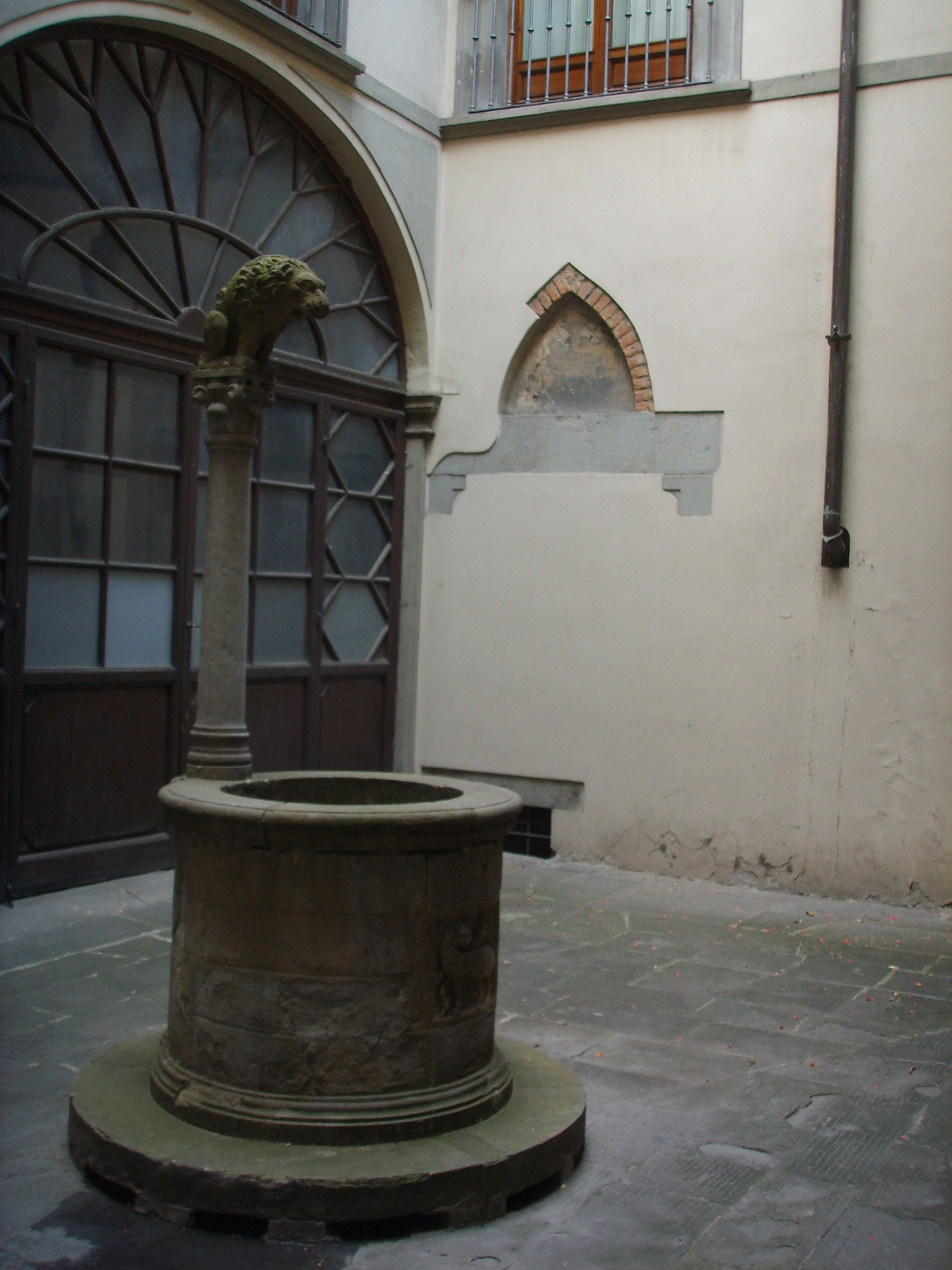
Poço no pátio
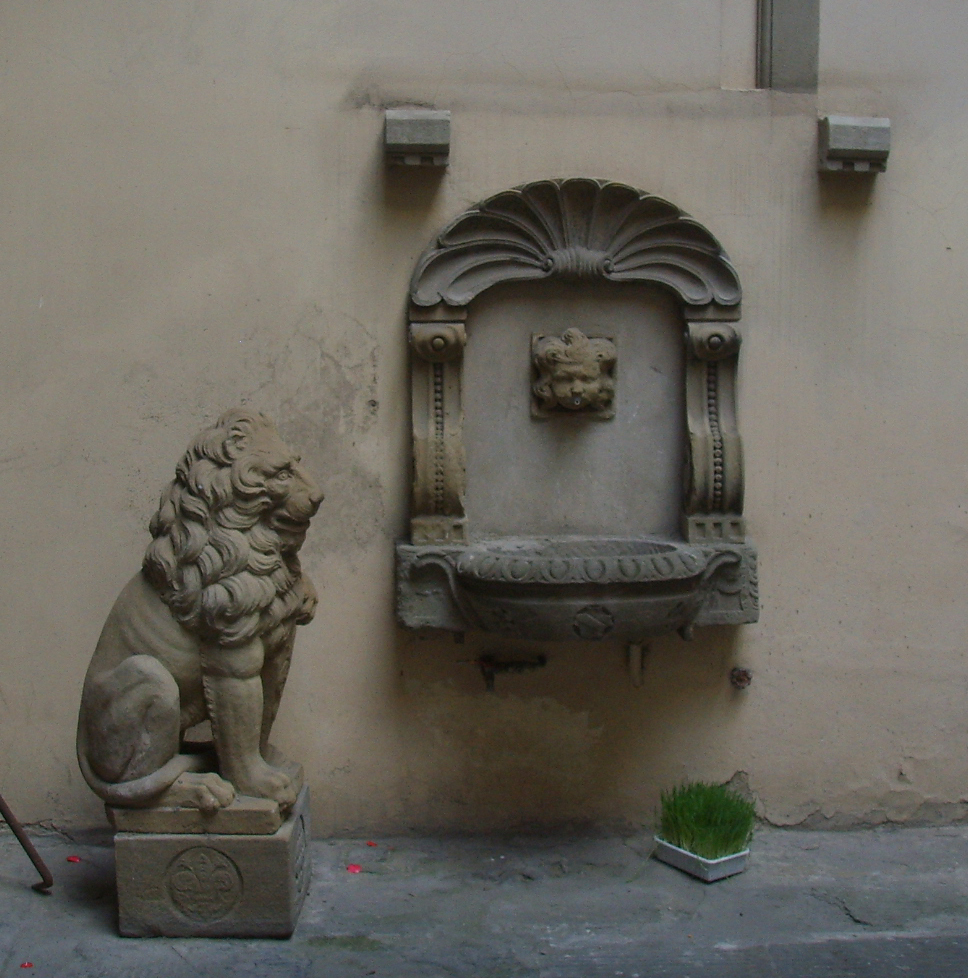
Fonte e marzocco no pátio
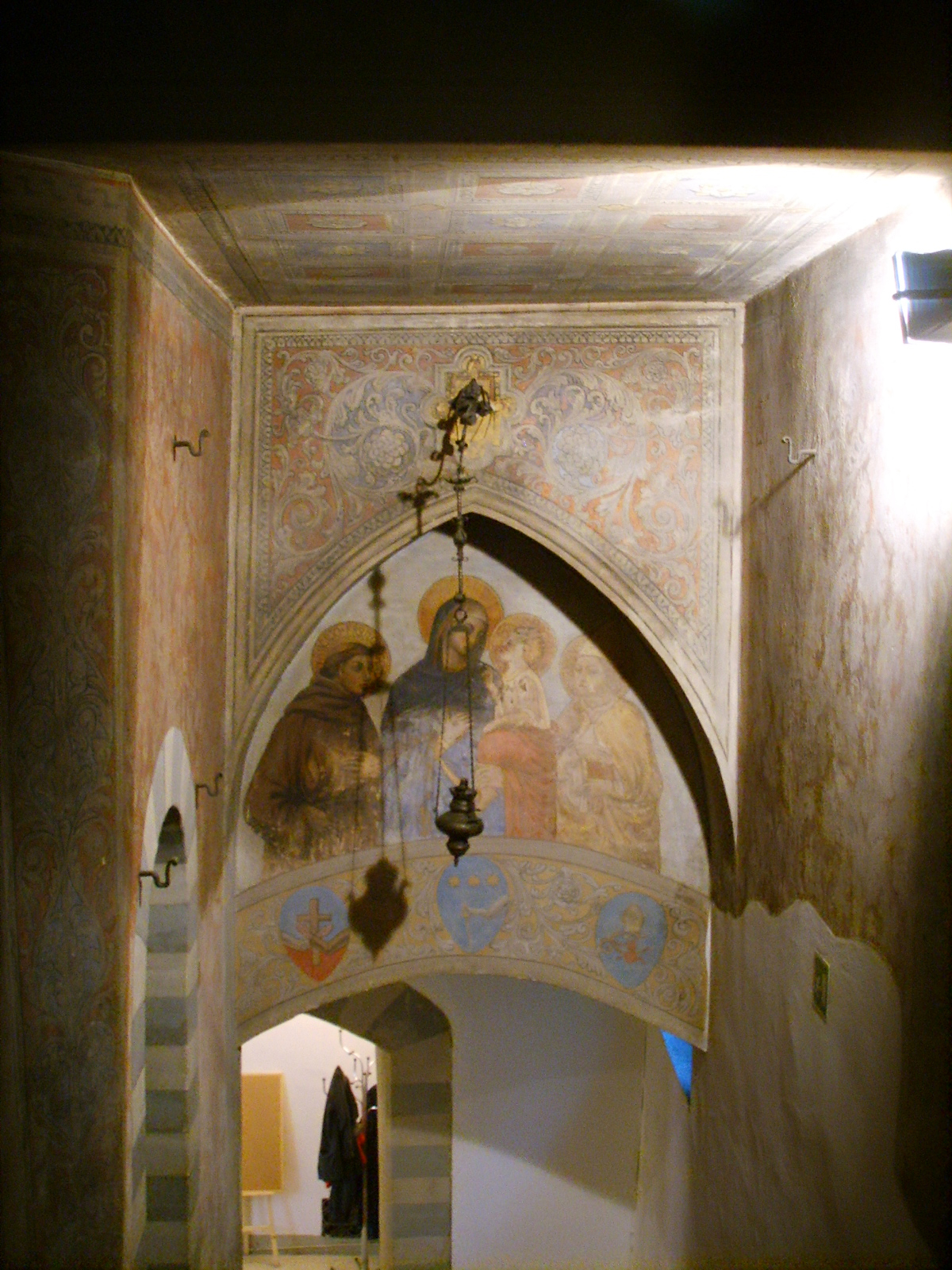
Corredor afrescado